# Maarten Bel
Maarten Bel (Dordrecht, 1987) is een Nederlandse beeldend kunstenaar die bekend staat om projecten die sociale betrokkenheid met speelse interventies combineren, waarin hij vaak zelf vaak een centrale rol speelt. Zijn werk werd tentoongesteld in Nederland en daarbuiten. Daarnaast is Bel actief als docent aan Willem de Kooning Academie in Rotterdam.

## Leven en werk
Maarten Bel is geboren in Dordrecht en studeerde aan de AKV St. Joost in Den Bosch en aan het Piet Zwart Instituut in Rotterdam. Hij verzamelt denkbeelden, inzichten en verwonderingen uit zijn directe omgeving. Hiermee maakt hij korte, zelfgemaakte boekjes. Deze boekjes vormen vaak de inspiratie voor zijn kunstwerken.
Hij verwierf bekendheid met onder andere The World's World uit 2013. Dit boek is een verzameling tekening van de wereld, gemaakt door mensen over de hele wereld.
Voor het Buurtplaatjes project verzamelden bewoners van een kwetsbare wijk in Schiedam afbeeldingen van hun buren, in plaats van voetbalhelden.
Dieren spelen vaak een belangrijke rol in zijn werk. Get A Pet Instead is een project tijdens de Art Rotterdam Kunstbeurs waarin Bel bezoekers begeleidde naar een nabijgelegen dierenasiel en hen aanspoorde om een huisdier aan te schaffen in plaats van een kunstwerk.
Pet Walk of Fame is een openbaar kunstwerk geïnspireerd op Hollywood's beroemde Walk of Fame. Voor dit werk maakte Bel afdrukken van de poten van huisdieren in stoeptegels van het Taandersplein in Rotterdam.
Op 23 juni 2023 verloor Bel al zijn werk tijdens een brand in zijn atelier in de Keilewerf te Rotterdam.